# Državno prvenstvo 1933-1934
Il Državno prvenstvo 1933-1934 non è stato disputato poiché le squadre non hanno trovato l'accordo su quale formula il torneo avrebbe dovuto avere. Le squadre che avevano acquisito il diritto di disputare quel campionato erano: BSK Belgrado, Hajduk Spalato, HAŠK Zagabria, BASK Belgrado, Jugoslavija, Građanski Zagabria, Concordia Zagabria e Primorje Lubiana (dal campionato precedente) più JRŠK Spalato e Šparta Zemun (vincitori delle qualificazioni).

## Qualificazioni al torneo 1933-34
```
Le prime 8 classificate del 
Državno prvenstvo 1932-1933
 sono ammesse di diritto. 
Le vincitrici delle varie sottofederazioni del 
Prvi razred 1932-1933
 si contendono gli ultimi 2 posti disponibili. Vengono divise in due gruppi: 
Ovest
 (rappresentanti di Lubiana, Zagabria, Subotica, Osijek e Spalato) ed 
Est
 (rappresentanti di Novi Sad, Veliki Bečkerek, Belgrado, Sarajevo, Kragujevac, Niš e Skopje).
[
3
]
 Le due vincitrici ottengono la qualificazione al torneo.
```

### Zona ovest
| Partite                           | And. | Rit. |
| --------------------------------- | ---- | ---- |
| PRIMO TURNO                       |      |      |
| 1.SŠK Maribor – JRŠK Spalato      | 1–1  | 0–2  |
| SEMIFINALI                        |      |      |
| Viktorija Zagabria – JRŠK Spalato | 2–1  | 1–3  |
| Tri zvezde Apatin – Hajduk Osijek | 0–0  | 2–1  |
| FINALE                            |      |      |
| JRŠK Spalato – Tri zvezde Apatin  | 4–0  | 1–4  |
| Fonte: exyufudbal                 |      |      |

### Zona est
| Partite                                 | And. | Rit. |
| --------------------------------------- | ---- | ---- |
| PRIMO TURNO                             |      |      |
| Građanski Niš – Šumadija 1903           | 2–1  | 2–2  |
| Jugoslavija Prilep – Car Lazar Kruševac | 0–1  | 0–2  |
| SECONDO TURNO                           |      |      |
| Građanski Niš – Car Lazar Kruševac      | 3–2  | 0–0  |
| Jedinstvo Paraćin – SSK Skopje          | 4–0  | 0–2  |
| TERZO TURNO                             |      |      |
| NAK Novi Sad – Šparta Zemun             | 4–1  | 1–7  |
| Građanski Niš – Jedinstvo Paraćin       | 3–1  | 2–0  |
| SEMIFINALI                              |      |      |
| ŽSK Veliki Bečkerek – Šparta Zemun      | 1–4  | 0–5  |
| Građanski Niš – SAŠK                    | 4–0  | 0–2  |
| FINALE                                  |      |      |
| Šparta Zemun – Građanski Niš            | 3–2  | 2–0  |
| Fonte: exyufudbal                       |      |      |

## Državno prvenstvo 1933-34
```
Il campionato nazionale non è stato disputato in questa stagione a causa di disaccordi sul format del torneo. Il campionato doveva essere composto così: 8 squadre della stagione precedente secondo la classifica: BSK, Hajduk, Jugoslavia, HAŠK, BASK, Građanski, Concordia e Primorje e altre 2 squadre che hanno vinto le qualificazioni (Šparta e JRŠK). Inizialmente, queste 2 squadre avrebbero dovuto giocare ulteriori qualificazioni contro la 9ª e la 10ª classificata della stagione 1932-33 (Slavija Sarajevo e Slavija Osijek), ma nella sessione del JNS del 17 dicembre 1933 è stato votato che queste ultime 2 squadre lasciassero direttamente la lega insieme al Vojvodina. Fu annunciato anche il 
calendario del campionato
 (dal 4 marzo al 4 novembre 1934), che poi non venne disputato.
```

## Qualificazioni al torneo 1934-35
```
Dato che il Državno prvenstvo 1933-1934 non viene disputato, le promozioni e retrocessioni del 
Državno prvenstvo 1932-1933
 vengono annullate e la stagione 1933-34 viene usata per le qualificazioni (disputate fra il 15 luglio ed il 23 settembre 1934
[
4
]
) per il 
Državno prvenstvo 1934-1935
.
22 squadre scelte dalla federazione vengono divise in 5 gruppi e le qualificazioni al campionato nazionale vengono decise con i seguenti criteri:
Le vincitrici dei 5 gruppi
[
5
]
Le seconde dei  gruppi 1, 3, 4 e 5
[
6
]
La terza classificata del gruppo 5 va allo spareggio con la vincitrice del campionato provinciale di Zagabria
[
7
]
.
```

### Primo gruppo
|                   | Pos. | Squadra             | Pt | G | V | N | P | GF | GS | QR    |
| ----------------- | ---- | ------------------- | -- | - | - | - | - | -- | -- | ----- |
|                   | 1.   | BSK Belgrado        | 14 | 8 | 7 | 0 | 1 | 34 | 8  | 4,250 |
|                   | 2.   | Jugoslavija         | 12 | 8 | 5 | 2 | 1 | 38 | 11 | 3,454 |
|                   | 3.   | Vojvodina           | 6  | 8 | 2 | 2 | 4 | 16 | 22 | 0,727 |
|                   | 4.   | Tri zvezde Apatin   | 5  | 8 | 2 | 1 | 5 | 13 | 28 | 0,464 |
|                   | 5.   | ŽSK Veliki Bečkerek | 3  | 8 | 1 | 1 | 6 | 9  | 41 | 0,219 |
| Fonte: exyufudbal |      |                     |    |   |   |   |   |    |    |       |

|             | BSK | Jug  | Voj | T.z | ŽSK  |
| ----------- | --- | ---- | --- | --- | ---- |
| BSK         |     | 2:1  | 7:0 | 5:0 | 1:0  |
| Jugoslavija | 2:1 |      | 3:1 | 4:2 | 14:0 |
| Vojvodina   | 2:6 | 2:2  |     | 1:1 | 5:0  |
| Tri zvezde  | 0:3 | 2:11 | 2:0 |     | 6:1  |
| ŽSK         | 3:9 | 1:1  | 1:6 | 3:0 |      |

### Secondo gruppo
|                   | Pos. | Squadra             | Pt | G | V | N | P | GF | GS | QR    |
| ----------------- | ---- | ------------------- | -- | - | - | - | - | -- | -- | ----- |
|                   | 1.   | BASK Belgrado       | 13 | 8 | 6 | 1 | 1 | 34 | 11 | 3,090 |
|                   | 2.   | Građanski Niš       | 10 | 8 | 5 | 0 | 3 | 19 | 23 | 0,826 |
|                   | 3.   | Šparta Zemun        | 8  | 8 | 4 | 0 | 4 | 21 | 16 | 1,312 |
|                   | 4.   | Radnički Kragujevac | 7  | 8 | 3 | 1 | 4 | 13 | 15 | 0,866 |
|                   | 5.   | SSK Skopje          | 2  | 8 | 1 | 0 | 7 | 11 | 33 | 0,333 |
| Fonte: exyufudbal |      |                     |    |   |   |   |   |    |    |       |

|            | BAS | Gra | Špa | Rad | SSK |
| ---------- | --- | --- | --- | --- | --- |
| BASK       |     | 7:1 | 1:0 | 2:0 | 9:2 |
| Građanski  | 2:1 |     | 7:4 | 3:1 | 2:1 |
| Šparta     | 1:4 | 4:1 |     | 5:0 | 3:0 |
| Radnički   | 0:0 | 1:0 | 3:1 |     | 3:0 |
| SSK Skopje | 2:7 | 4:3 | 2:4 | 3:1 |     |

### Terzo gruppo
|                   | Pos. | Squadra        | Pt | G | V | N | P | GF | GS | QR    |
| ----------------- | ---- | -------------- | -- | - | - | - | - | -- | -- | ----- |
|                   | 1.   | Slavija        | 8  | 6 | 3 | 2 | 1 | 10 | 17 | 0,588 |
|                   | 2.   | Hajduk Spalato | 7  | 6 | 3 | 1 | 2 | 25 | 6  | 4,166 |
|                   | 3.   | SAŠK           | 5  | 6 | 2 | 1 | 3 | 8  | 9  | 0,888 |
|                   | 4.   | JRŠK Spalato   | 4  | 6 | 1 | 2 | 3 | 5  | 16 | 0,312 |
| Fonte: exyufudbal |      |                |    |   |   |   |   |    |    |       |

|              | Sla  | Haj | SAŠ | JŠK |
| ------------ | ---- | --- | --- | --- |
| Slavija      |      | 0:0 | 2:1 | 5:1 |
| Hajduk       | 14:0 |     | 3:0 | 5:1 |
| SAŠK         | 0:2  | 3:2 |     | 4:0 |
| JRŠK Spalato | 1:1  | 2:1 | 0:0 |     |

### Quarto gruppo
|                   | Pos. | Squadra            | Pt | G | V | N | P | GF | GS | QR    |
| ----------------- | ---- | ------------------ | -- | - | - | - | - | -- | -- | ----- |
|                   | 1.   | Slavija Osijek     | 9  | 6 | 4 | 1 | 1 | 12 | 12 | 1,000 |
|                   | 2.   | Concordia Zagabria | 8  | 6 | 3 | 2 | 1 | 25 | 7  | 3,571 |
|                   | 3.   | Krajišnik          | 4  | 6 | 1 | 2 | 3 | 15 | 13 | 1,153 |
|                   | 4.   | Hajduk Osijek      | 3  | 6 | 0 | 3 | 3 | 3  | 23 | 0,130 |
| Fonte: exyufudbal |      |                    |    |   |   |   |   |    |    |       |

|                | Sla | Con | Kra | Haj |
| -------------- | --- | --- | --- | --- |
| Slavija Osijek |     | 3:2 | 2:1 | 5:0 |
| Concordia      | 9:0 |     | 1:1 | 8:0 |
| Krajišnik      | 0:2 | 3:5 |     | 1:1 |
| Hajduk Osijek  | 0:0 | 0:0 | 6:7 |     |

### Quinto gruppo
|                   | Pos. | Squadra            | Pt | G | V | N | P | GF | GS | QR    |
| ----------------- | ---- | ------------------ | -- | - | - | - | - | -- | -- | ----- |
|                   | 1.   | HAŠK Zagabria      | 7  | 6 | 3 | 1 | 2 | 12 | 10 | 1,200 |
|                   | 2.   | Primorje Lubiana   | 7  | 6 | 3 | 1 | 2 | 10 | 11 | 0,909 |
|                   | 3.   | Građanski Zagabria | 6  | 6 | 3 | 0 | 3 | 9  | 5  | 1,800 |
|                   | 4.   | Ilirija            | 4  | 6 | 2 | 0 | 4 | 5  | 10 | 0,500 |
| Fonte: exyufudbal |      |                    |    |   |   |   |   |    |    |       |

|           | HAŠ | Pri | Gra | Ili |
| --------- | --- | --- | --- | --- |
| HAŠK      |     | 4:4 | 1:0 | 3:0 |
| Primorje  | 3:1 |     | 1:0 | 2:1 |
| Građanski | 2:1 | 4:0 |     | 3:0 |
| Ilirija   | 1:2 | 1:0 | 2:0 |     |

### Spareggio
```
La terza del gruppo 5 (
Građanski Zagabria
) disputa uno spareggio contro la vincitrice della 
sottofederazione di Zagabria
 (
Slavija Varaždin
).
```

|                    | Qualificazione |                    | Data       |
| ------------------ | -------------- | ------------------ | ---------- |
| Građanski Zagabria | 5–0            | Slavija Varaždin   | 18.11.1934 |
| Slavija Varaždin   | 0–3            | Građanski Zagabria | 25.11.1934 |
|                    |                |                    |            |